# عامر محمد (ممثل)
عامر محمد (1958 - 7 نوفمبر 2020)، ممثل كويتي. اشتهر بالشخصية النسائية «موضي علف» الذي قدمها للمرة الأولى في مسلسل الحيالة، حتى أصبح الجميع يناديه فيها، بعد نجاحها من خلال المسلسل الذي جمعه بدور ابنة عم مؤسسي الحركة الفنية الكويتية عبد الحسين عبد الرضا، وخالد النفيسي، قدم بعدها عدد بسيط من الأعمال المسرحية والتلفزيونية، لكنها لم تكن بمستوى ومساحة دوره في الحيالة، وكان قبل دخوله للتمثيل يعمل في وزارة الأعلام.

## أعماله

### من المسلسلات
- الحيالة (2003).
- قرقيعان 2 (2004).
- زارع المشموم (2006).
- تاكسي تحت الطلب (2007).
- الأخ صالحة (2007).
- صوتك وصل (2009).
- عماكور (2009).

### من المسرحيات
- بيت العمدة 2 (2017).
- بيت العمدة (2016).
- شنينة أم السحورة (2015).

## وفاته
تُوفي الفنان عامر محمد الحزيمي في يوم 7 نوفمبر 2020 الموافق 21 ربيع الأول 1442 هـ بعد تعرضه لسكتة قلبية عن عمر يناهز 62 عام.

## روابط خارجية
- صفحة الممثل عامر محمد على موقع السينما كوم